# گکوی انگشت‌برگی ورنر
گکوی انگشت‌برگی ورنر (نام علمی: Asaccus elisae) گونه‌ای گکو از تیره گکوهای انگشت‌برگی است.
رنگ بدن این گکو روشن است و دارای ۵ نوار عرضی فرضی در ناحیه پشت است که با خط کمرنگ طولی ناحیه ستون مهره‌ها را به دو بخش تقسیم می‌کند. نوک برآمدگی‌های پشت بدن به رنگ سفید است که ظاهری خالدار را به رنگ‌آمیزی بدن این مارمولک می‌دهد.